# Elías Cuesta
Elías Cuesta, född 15 mars 1985, är en spansk bågskytt. Han deltog vid olympiska sommarspelen 2012.